# Ivan Špirk
Ivan Špirk (* 28. srpna 1951, Třebíč) je český malíř, grafik, pedagog a typograf.

## Biografie
Ivan Špirk se narodil v roce 1951 v Třebíči, v letech 1972–1978 vystudoval grafiku v ateliéru Ladislava Čepeláka na Akademii výtvarných umění v Praze. Následně se začal věnovat primárně grafice a kresbám portrétů na volné noze. V roce 1987 nastoupil na pozici pedagoga Katedry výtvarné výchovy Pedagogické fakulty Univerzity Karlovy v Praze, posléze obhájil docenturu a stal se také členem Historické komise univerzity.
Je členem Skupiny 5 + 1.

## Výstavy

### Autorské
- 1978, Galerie studentského univerzitního klubu, Varšava (Hybridy)
- 1993, Institut základů vzdělanosti UK, Praha
- 1999, Muzeum hrnčířství, Kostelec nad Černými lesy (Ivan Špirk: Kresby, tisky 1988 - 1998)
- 2001, Třebíč (Kresby, výběr z roku 1988 - 2000)

### Kolektivní
- 1978-1980, Praha (Celostátní přehlídky grafiky)
- 1980, Praha, (Výtvarní umělci k 35. výročí osvobození Československa Sovětskou armádou)
- 1983, Galerie bratří Čapků, Praha (Divadlo v současné výtvarné tvorbě)
- 1988, Park kultury a oddechu Julia Fučíka, Praha (Salón pražských výtvarných umělců '88)
- 1988, Galerie Turioc, Martin
- 1989, Letohrádek Ostrov, Ostrov (Portrét v české grafice XX. století ve sbírkách Galerie umění Karlovy Vary)
- 1990, Mánes, Praha (Ladislav Čepelák a jeho škola)
- 1990, Hradní galerie, Kost (Spolek Český máj a hosté)
- 1996, Galerie Hermit, Praha
- 1997, Staroměstská radnice, Praha (Grafika roku)
- 1998, Karolinum, Praha (Umělci katedry výtvarné výchovy Pedagogické fakulty UK v Praze)
- 1998, Galerie H, Kostelec nad Černými lesy (Setkání / Příroda)
- 2000, Výtvarné centrum Chagall, Ostrava (Ladislav Čepelák a jeho žáci)
- 2009, Galerie V zahradě, Kolín (Skupina 5 + 1)
- 2011, DOX, Malá věž, Praha (Umělci Archivu)